# 東塚口町

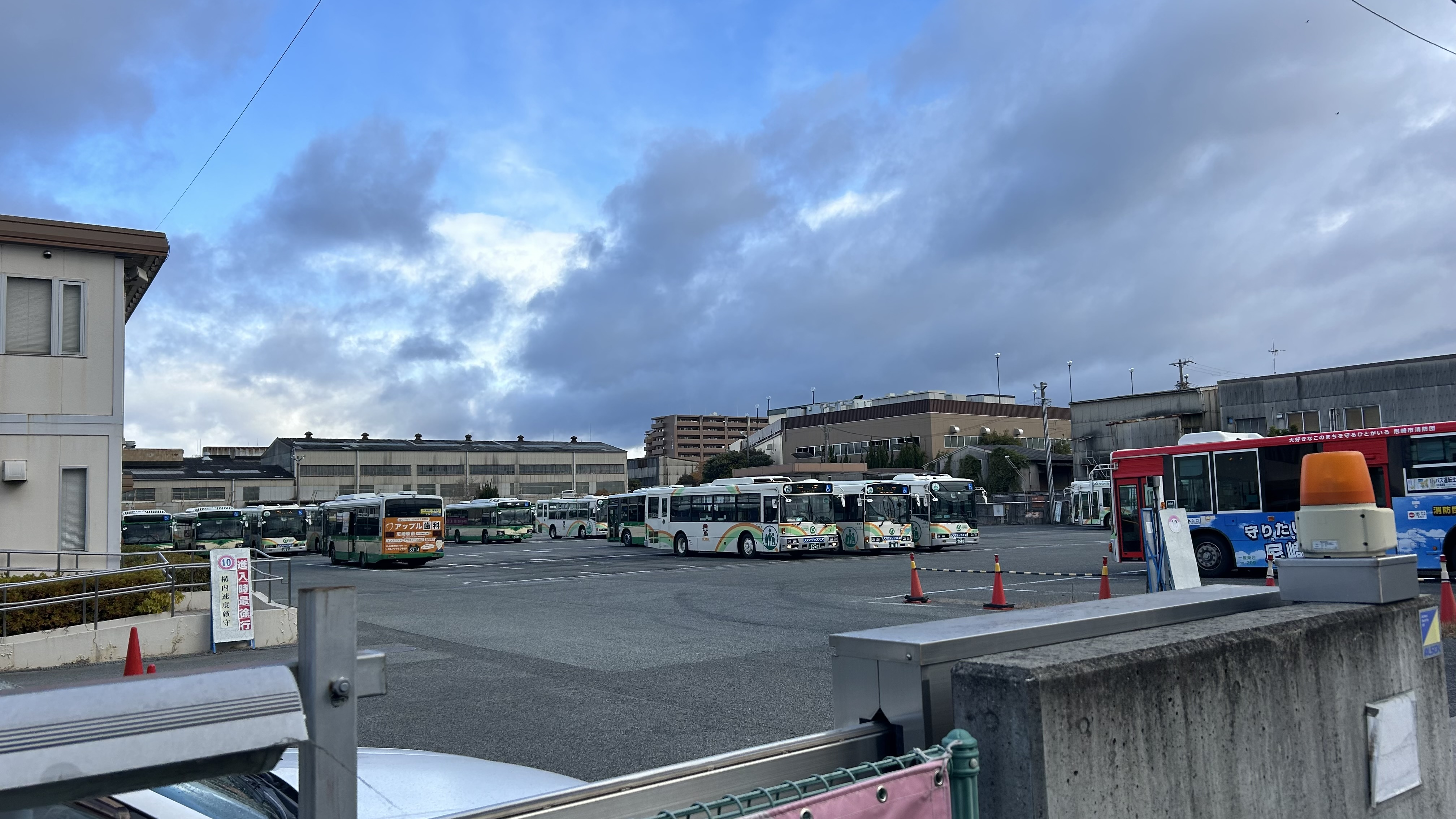
阪神バス塚口営業所

東塚口町（ひがしつかぐちちょう）は、兵庫県尼崎市にある町丁。1丁目から2丁目まである。郵便番号は661-0011。

## 地理
東は上坂部、西は南塚口町、南は久々知西町、北は塚口本町と隣接している。

## 交通

### 鉄道
鉄道は走っていない。JR塚口駅が隣の上坂部内にある。

### バス

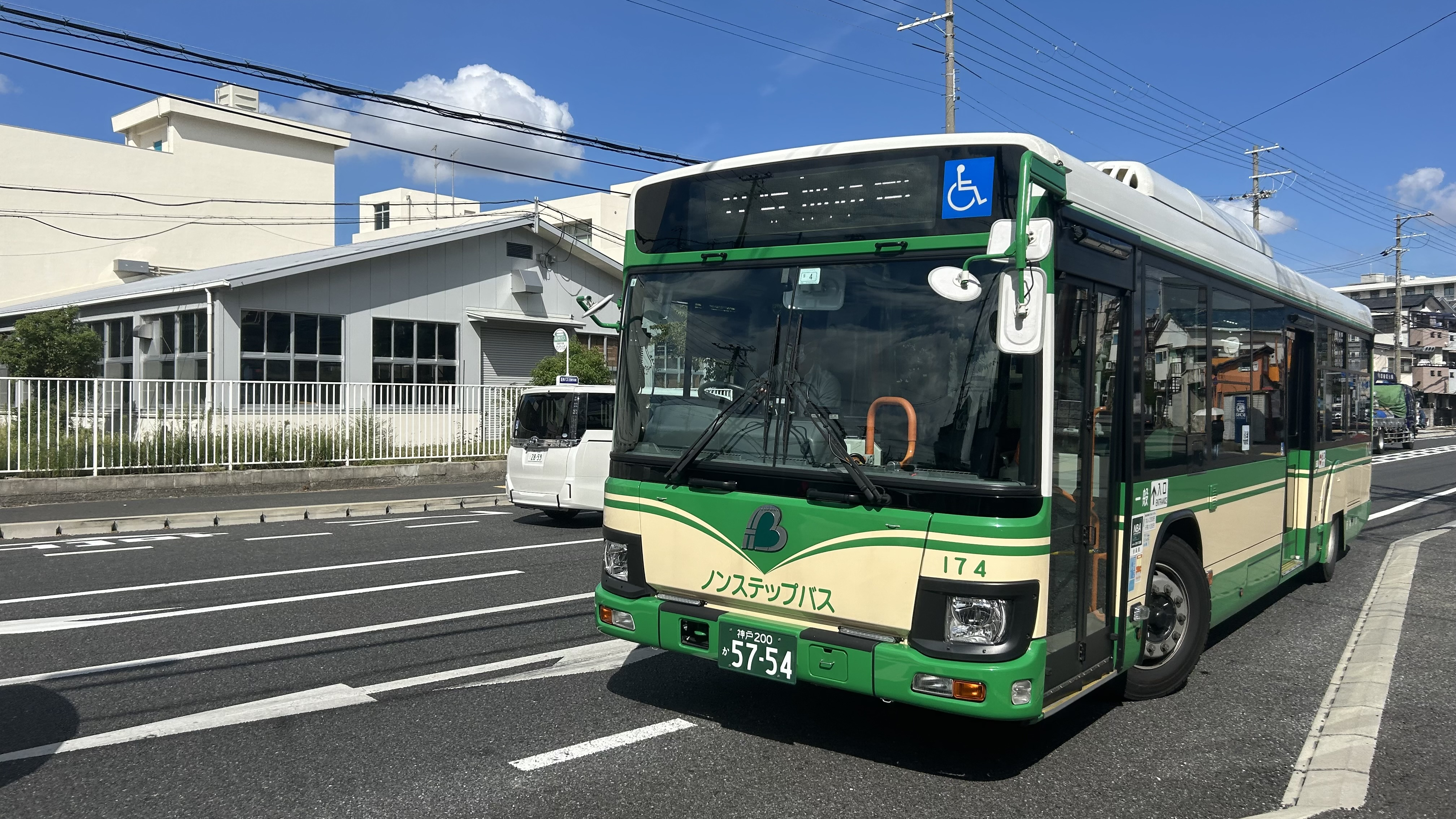
12番
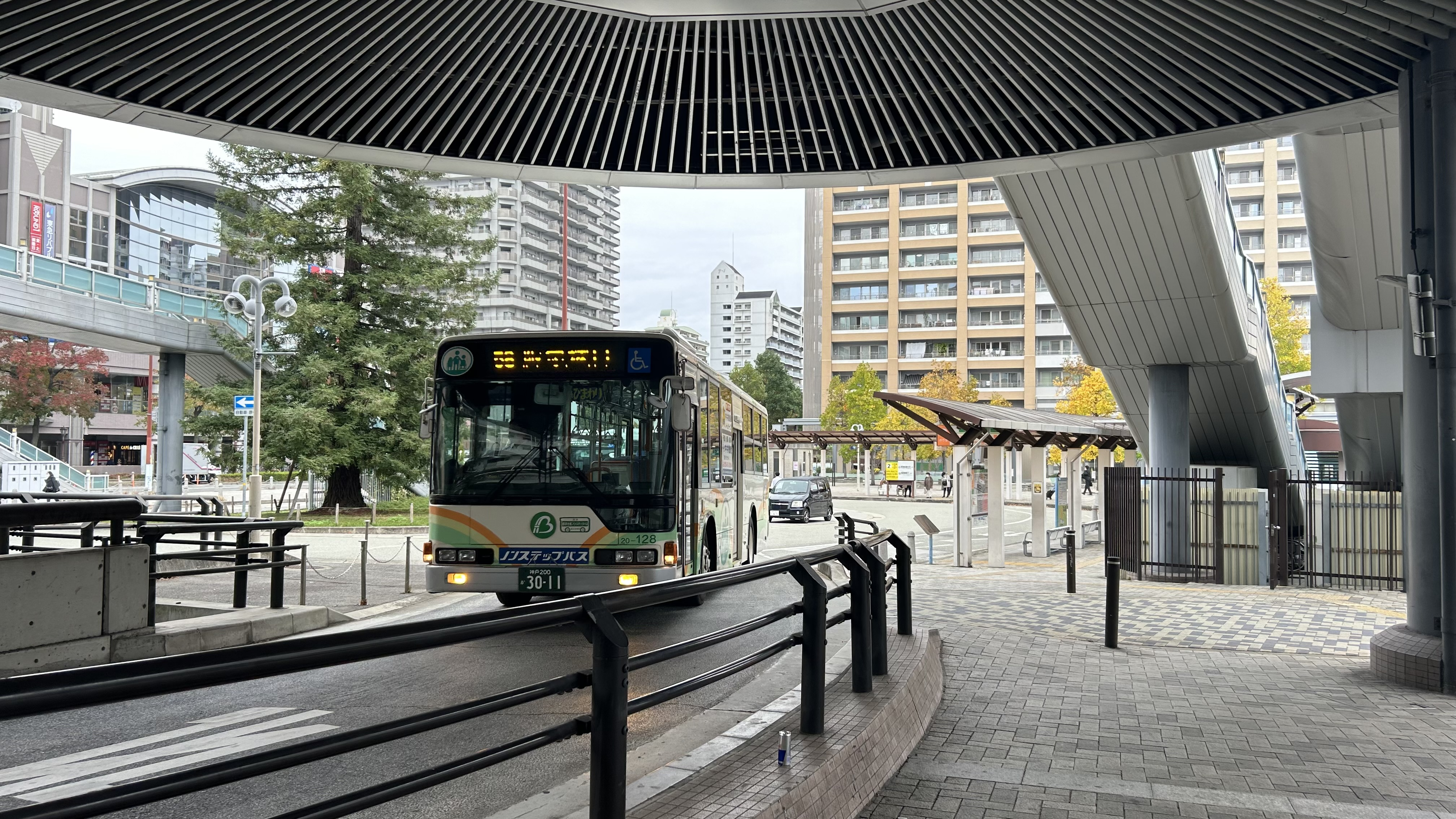
58番

阪神バス 阪急バスが通っている。
| 業者     | 路線名 | 起点     | 町内の停留所                                                             | 終点             |
| -------- | ------ | -------- | ------------------------------------------------------------------------ | ---------------- |
| 阪神バス | 12     | 阪急塚口 | (南塚口町)-ピッコロシアター-(上坂部)                                     | 阪神杭瀬         |
| 阪神バス | 21     | 阪急園田 | (上坂部)-ピッコロシアター-(南塚口町)                                     | 阪急塚口         |
| 阪神バス | 21-2   | 戸ノ内   | (上坂部)-ピッコロシアター-(南塚口町)                                     | 阪急塚口         |
| 阪神バス | 22     | 阪急園田 | (下坂部)-塚口営業所前-(久々知西町)                                       | 阪神尼崎         |
| 阪神バス | 22-2   | 阪急園田 | (下坂部)-塚口営業所前-(久々知西町)                                       | 阪神尼崎         |
| 阪神バス | 58     | 阪急塚口 | (南塚口町)-ピッコロシアター-市民健康開発センター-阪神水道前-(久々知西町) | JR尼崎           |
| 阪急バス | 56     | 阪神尼崎 | (久々知西町)-阪神水道前-西坂部-ピッコロシアター-(塚口本町)               | 阪急川西能勢口駅 |
| 阪急バス | 57     | 阪神尼崎 | (久々知西町)-阪神水道前-西坂部-ピッコロシアター-(南塚口町)               | 伊丹営業所前     |

- 12番
- 58番

## 校区
出典:
| 丁目  | 区域                             | 小学校       | 中学校     |
| ----- | -------------------------------- | ------------ | ---------- |
| 1丁目 | 全域                             | 上坂部小学校 | 小園中学校 |
| 2丁目 | 1から3番、4番1から26、58から67号 | 上坂部小学校 | 小園中学校 |
| 2丁目 | 4番27～57号                      | 名和小学校   | 大成中学校 |

## 施設

### 1丁目
- セブン-イレブン ＪＲ塚口駅前店
- 尼崎市立上坂部小学校

### 2丁目
- 上坂部西公園
- 阪神バス塚口営業所
- 尼崎交通事業振興